# 1988 год в театре
1988 год в театре

## Яркие постановки
- 1 июня — премьера Саратовский государственный академический театр драмы «Огонёк в степи» Евгений Шорников, постановка Александра Дзекуна
- 1 октября — премьера спектакля Геннадия Егорова «Дракон»  по пьесе Евгения Шварца на сцене Ленинградского государственного театра имени Ленинского комсомола[1].

## Персоналии

### Скончались
- 10 января — Пётр Григорьевич Чернов — советский актёр театра и кино, лауреат Сталинской премии, народный артист РСФСР (1976).
- 12 февраля — Бухути Александрович Закариадзе, советский актёр театра и кино, народный артист Грузинской ССР.
- 16 февраля — Варвара Александровна Обухова, советская и российская актриса театра и кино, народная артистка РСФСР.
- 5 марта — Иван Александрович Любезнов, советский актёр театра и кино, лауреат Сталинской премии, народный артист СССР.
- 20 апреля — Жан Гаскон, канадский актёр и режиссёр театра.
- 15 июня — Софья Владимировна Федорцева, народная артистка Украинской ССР (1946).
- 7 июля — Сабахон Каримова, узбекская и советская актриса театра и кино, режиссёр. Народная артистка Узбекской ССР (1950).
- 26 июля — Левон Абрамович Абрамян, народный артист Армянской ССР (1978).
- 24 августа — Борис Васильевич Романицкий, советский актёр театра и кино, народный артист СССР (1944).
- 26 сентября — Вернер Хагус — артист балета. Заслуженный артист Эстонской ССР.
- 5 октября — Валентина Тихоновна Кибардина — советская актриса театра и кино, лауреат Сталинской премии, народная артистка РСФСР.
- 24 декабря — Александр Абрамович Аникст, советский театровед, автор пятитомной «Истории учений о драме».